# بيت الشظواني (بني العوام)

تعديل مصدري - تعديل

بيت الشظواني هي إحدى قرى عزلة بني العوام بمديرية بني العوام التابعة لمحافظة حجة، بلغ تعداد سكانها 97 نسمة حسب تعداد اليمن لعام 2004.